# 莫日地区勒潘
莫日地区勒潘（法語：Le Pin-en-Mauges，法語發音：[lə pɛ̃ ɑ̃ moʒ] ⓘ）是法国曼恩-卢瓦尔省的一个旧市镇，属于绍莱区。2015年12月15日，莫日地区勒潘和相邻的9个市镇合并为新市镇莫日地区博普雷欧（Beaupréau-en-Mauges）。

## 地理
莫日地区勒潘（47°15'13"N, 0°53'57"W）面积16.88 平方千米，位于法国卢瓦尔河地区大区曼恩-卢瓦尔省，该省份为法国西部内陆省份，大致对应安茹地区，北起顺时针与马耶讷省、萨尔特省、安德尔-卢瓦尔省、维埃纳省、德塞夫勒省、旺代省、大西洋卢瓦尔省和伊勒-维莱讷省接壤。
与莫日地区勒潘接壤的市镇（或旧市镇、城区）包括：莫日地区绍德龙、莫日地区讷维、拉普瓦特维尼耶尔、莫日地区圣康坦、拉萨勒和沙佩勒欧布里。

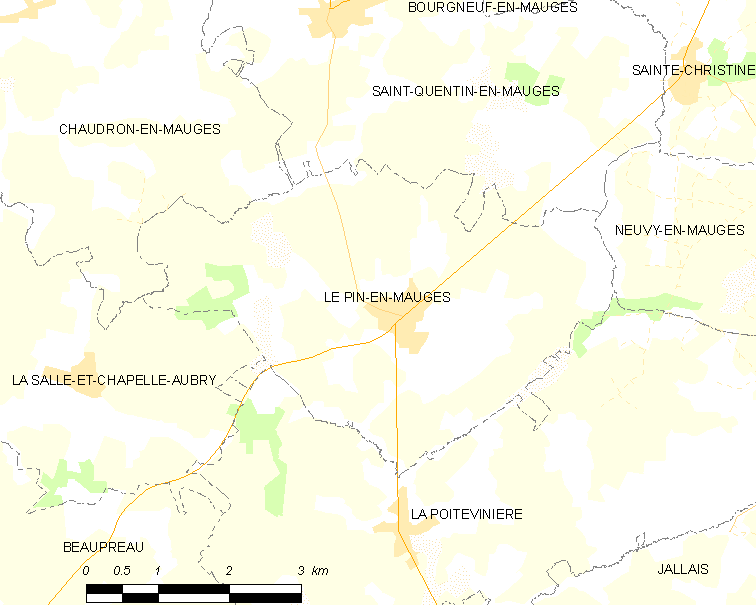
莫日地区勒潘的OSM定位图

莫日地区勒潘的时区为UTC+01:00、UTC+02:00（夏令时）。

## 行政
莫日地区勒潘的邮政编码为49110，INSEE市镇编码为49239。

## 政治
莫日地区勒潘所属的省级选区为莫日地区博普雷欧县。

## 人口

1962-2008年间莫日地区勒潘人口变化图示

莫日地区勒潘于2018年1月1日时的人口数量为1383人。